# Прибугская равнина
Прибу́гская равни́на (бел. Прыбу́гская раўні́на) — равнина на западе Брестской и юго-западу Гродненской областей Беларуси, заходит на территорию Польши.

## Географическое положение

Прибугская равнина

Граничит с Волковысской возвышенностью, Загородьем, Барановичской равниной, Брестским Полесьем. Протяженность с юго-запада на северо-восток почти 140 км, ширина 40—75 км, площадь 5,8 тыс. км².
Разделяется на 2 подрайона: Наровско-Ясельдинскую равнину и Каменецкую равнину.

## Рельеф и гидрография
Прибугская равнина приурочена к Подлясско-Брестской впадине и Полесской седловине. Фундамент складывался во времена позднего протерозоя, ордовика и силура. Мощность антропогеновых отложений составляет в среднем 60—80 м, в ледниковых лощинах возрастает до 160 м.
Поверхность равнины постепенно снижается с севера на юг. Примерно по линии Шерешёво — Пружаны тянутся концевые морены, которые отмечают границу сожского оледенения (см. Беловежская гряда). В районе городов Высокое и Каменец находятся концевые морены, которые представлены откосами и грядами высотой до 10 м, разделёнными седлоподобными понижениями. Для северной части характерен рельеф флювиоглянцевых (ледниковых) равнин, на юг от сожских концевых морен распространенный долинные зандры. Значительные пространстве песчаных равнин имеют следы переработки ветром. От западной границы Беларуси (деревня Тиховоля Свислочского района) на восток до города Берёза тянется широкая (до 10 км.) лощина стока (глубина борозды до 3-5 м.), которая составлена поозёрскими озерно-аллювиальными отложениями.
Поверхность плосковолнистая. Преобладают высоты 175—200 м над уровнем моря.
Через северную часть равнины проходит водораздел между реками бассейна Балтийского и Чёрного морей. Самая большая река — Западный Буг с притоками Лесная и река Пульва. По территории Прибугской равнины протекают реки Белая, Нарев с Наревкой, река Ясельда и канал Винец.

## Флора
Лесистость небольшая (9,7 %), за исключением северной окраины, где находится большая часть Беловежской пущи. Сохранились преимущественно сосновые леса. По равнине проходит южная граница сплошного распространения ели: деревня Бушмицы — город Каменец — деревня Речица Каменецкого района — деревня Щерчёво — деревня Городечно Пружанского района. Встречаются дубравы с примесью сосны, ели, ясеня, распространены производные бородавчато-березовые леса.
Крупнейшие болотные массивы: Дикое болото, Харавское болото, Дикий Никор. Распаханы 50 % территории на юге и 25 % на севере.
На территории равнины находятся: Национальный парк «Беловежская пуща», гидрологический заказник Дикое, Михайлинско-Берёзовский биологический заказник.